# Hockeymeisjes
Hockeymeisjes is een lied van de Nederlandse rapper Bizzey in samenwerking met rapper Kraantje Pappie en Immo. Het werd in 2022 als single uitgebracht.

## Achtergrond
Hockeymeisjes is geschreven door Leo Roelandschap, Alex van der Zouwen, Steve Reenis, Lindemar Bernadicas, Abdelsamad Ben Abdelouahid en Tim Smulders en geproduceerd door MVP en Barttelini. Het is een nederhoplied dat gaat over hockeymeisjes die volgens de liedvertellers zowel "gek" als "dirty" zijn. Het is niet de eerste keer dat Bizzey en Kraantje Pappie samenwerken. Ze deden dit eerder al met onder andere Traag, Ja!, Ik heb je nodig, Last man standing en Drup. De samenwerking werd later ook nog herhaald op Zin in de zomer man. De videoclip is een parodie op de televisieserie Flodder. In de videoclip zijn, naast de artiesten die het lied zingen, een flink aantal andere artiesten en Youtubers te zien, zoals Jesse Hoefnagels, Sjaak, Lindo, Dutch Performante, Kalvijn, Nina Warink en Lies Zhara.

## Hitnoteringen
De artiesten hadden bescheiden succes met het lied in Nederland. Het stond een week in de Single Top 100 op de 67e plaats. Er was geen notering in de Top 40, maar het kwam tot de achttiende plek van de Tipparade.